# Plaza Auyantepui
La plaza Auyantepui es el nombre que recibe un espacio público localizado entre la Avenida Anauco y la Avenida Neverí en el sector de Colinas de Bello Monte del Municipio Baruta en el Estado Miranda y al este de la ciudad de Caracas.
Fue llamada así en honor del Auyantepui, una meseta con caídas abruptas cuyo nombre en pemón quiere decir "Montaña del Diablo" y es una de las principales atracciones turísticas del Parque nacional Canaima al sur de Venezuela.
La plaza es fácil de ubicar debido a que se encuentra frente a la Morgue de Bello Monte y el Instituto Universitario de la Policía Científica.